# Fantôme de Pepper
Pour les articles homonymes, voir Pepper et Pepper's ghost.

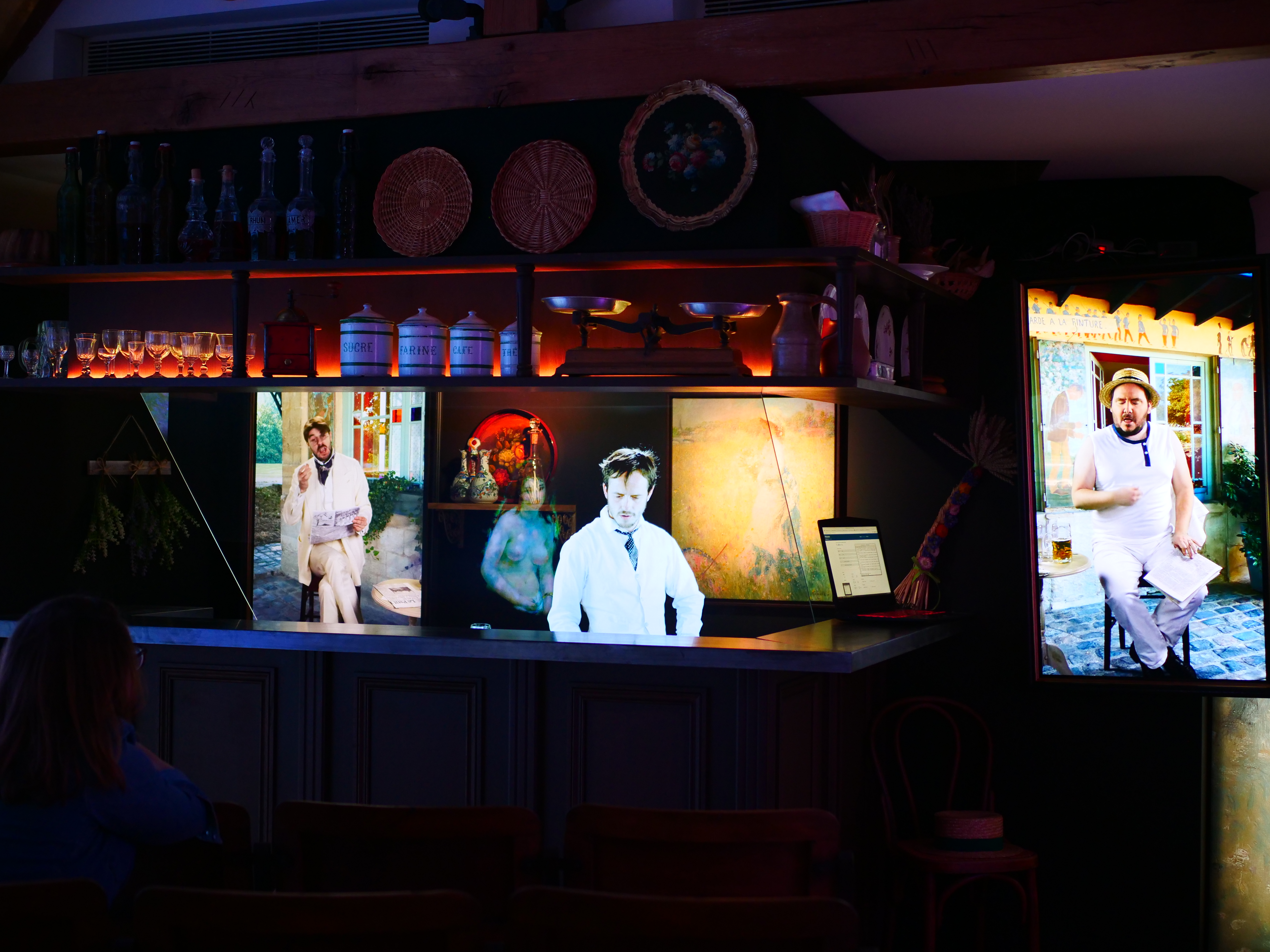
Utilisation de l'effet dit 'fantôme de Pepper'

Le fantôme de Pepper ou spectre de Pepper (en anglais Pepper's ghost), connu également sous le nom de fantôme de Dircks, est une technique d'illusion d'optique utilisée dans les représentations scéniques (théâtre, concerts, meetings), les maisons hantées et dans certains tours de magie.
Utilisant une plaque semi-réfléchissante (verre métallisé ou film plastique) et des techniques d'éclairage particulières, elle permet de faire croire que des objets apparaissent, disparaissent ou deviennent transparents, ou qu'un objet se transforme en un autre. Le nom de cette méthode est tiré du nom de John Henry Pepper, qui a popularisé cet effet. Le terme Pepper's ghost est occasionnellement traduit en français par erreur par « fantôme de poivre ».

## Technique

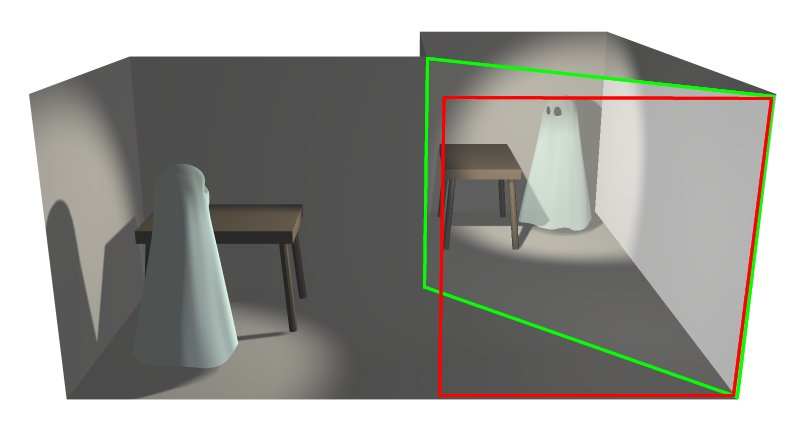
Vue de l'illusion en coupe : regardant à travers le cadre rouge, le spectateur a l'impression de regarder dans la pièce du fond un reflet d'une pièce qu'il ne peut voir (« blue room ») porté par un support réfléchissant (cadre vert).

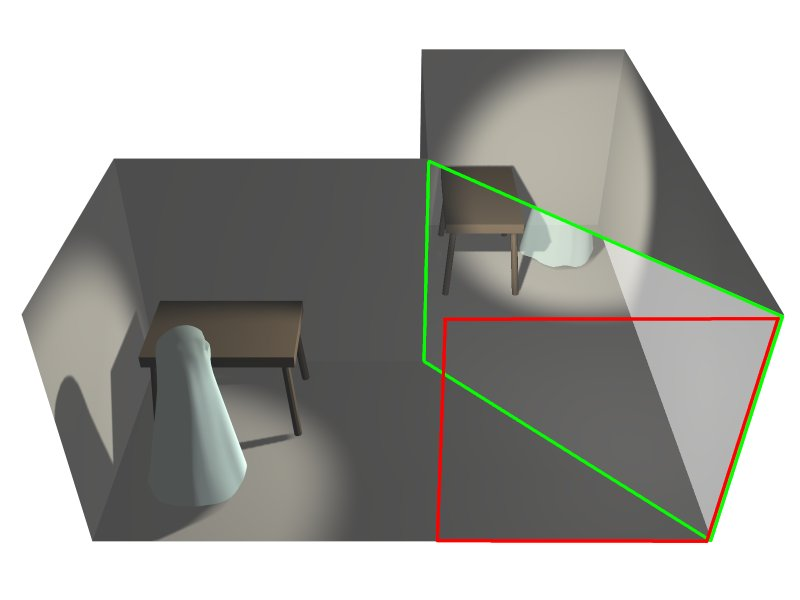
Vue de l'illusion du dessus : en réalité le fond de la pièce est vide.

Pour que l'illusion fonctionne, il faut que le spectateur puisse voir à l'intérieur de la pièce principale, mais pas dans la pièce cachée (aussi appelée « blue room »). La tranche de la plaque de verre est parfois masquée par un motif adapté dessiné sur le sol.
La pièce cachée devrait être une image identique, comme un reflet dans un miroir, de la pièce principale, de sorte que l'image de la pièce principale et celle de la pièce cachée se correspondent. Cette façon de faire est utile si on souhaite faire croire à l'apparition ou la disparition d'objets. Cette illusion peut aussi être utilisée pour faire en sorte que la personne ou l'objet reflété dans le miroir semble se fondre dans un autre qui se trouve derrière la vitre (et vice-versa). C'est le principe utilisé dans l'effet « girl-to-gorilla » que l'on trouvait dans les vieilles attractions de carnaval et dans le film de James Bond Les diamants sont éternels.
La pièce cachée doit être de préférence peinte en noir, avec seulement des objets de couleur claire à l'intérieur. Dans ce cas, quand la lumière est projetée dans la pièce, seuls les objets clairs reflètent la lumière et apparaissent comme des images fantomatiques translucides superposées à la pièce visible.
Dans la scène de la salle de bal des attractions Haunted Mansion / Phantom Manor des parcs Disney, la vitre est verticale au lieu d'être inclinée, réfléchissant les audio-animatronics en dessous et au-dessus du visiteur, ce qui créé l'illusion de « fantômes » en trois dimensions translucides, qui apparaissent comme assis à une grande table et dansant à travers la salle de bal. Ces personnages apparaissent et disparaissent lorsque les lumières projetées sur les audio-animatronics sont allumées puis éteintes.

## Histoire
La première attestation d'un tel effet se trouve dans l'ouvrage de vulgarisation scientifique Magia naturalis de Giambattista della Porta, érudit italien particulièrement versé dans l'optique, daté de 1558.
Cette technique s'est développée dans le monde de l'illusion dans la seconde moitié du XIXe siècle. Le premier à avoir présenté un tel dispositif semble être le prestidigitateur hollandais Henri Robin (1811-1874) - de son vrai nom Henrik Joseph Donckel - qui réclamait la paternité de l'illusion : mise au point entre 1845 et 1847, elle a été présentée à Paris puis dans diverses villes d'Europe sous le nom de « Fantasmagorie vivante ». En 1852, un brevet pour un appareil de loisir appelé polyoscope utilisant la même technique est déposé en France par l'artiste peintre Pierre Séguin qui avait travaillé pour Henri Robin.
Mais cette illusion doit son nom habituel au chimiste John Henry Pepper, directeur du Royal Polytechnic Institution, un établissement public de vulgarisation scientifique lié à la future université de Westminster : ce dernier a acheté un dispositif - alors appelé « Aetheroscope » - créé par l'ingénieur et inventeur Henri Dirks vers 1858 et le développe comme illusion théâtrale.
Pepper perfectionne l'invention de Dirks qui est utilisée pour la première fois à Londres dans une représentation de la pièce L'Homme hanté ou le Pacte du fantôme (The Haunted Man or the Ghost's Bargain) de Charles Dickens pour le réveillon de Noël 1862. Le procédé est copié par de nombreux théâtres qui doivent bientôt s'acquitter de royalties auprès de Pepper, fixant le nom de l'illusion.
L'attraction a connu un grand succès au Royaume-Uni et en France, où, après l'installation de l'illusion de Pepper à Paris au théâtre du Châtelet en 1863, les attractions de ce type se sont multipliées dans les salles .
La scène du Château des Carpathes de Jules Verne, le « simple artifice d'optique qu'a mis au point l'inventeur maudit Orfanik et qui permet à Rodolphe de Gortz de revoir Stillia en scène est probablement inspiré du miroir de Pepper. »

## Exemples contemporains
En 1958, l'inventeur, écrivain et journaliste Hugo Gernsback imagine le TV Phantomcast, qui est une captation en télévision de l'image d'un objet produite par un miroir de Pepper.
Certains parcs d'attractions utilisent la technique du fantôme de Pepper. L'exemple le plus connu est utilisé dans les parcs Disney, les trains fantôme Haunted Mansion et leur déclinaisons. Le Passage enchanté d'Aladdin et Pinocchio's Daring Journey ont recours aussi à cet effet. D'autres attractions telles Djengu River à Toverland, Los Piratas et Le Palais d'Ali Baba utilisent la même technique. L'attraction Hogwarts Express (en) à Universal Studios Florida utilise cet effet, de sorte que les promeneurs entrant dans la « voie 9 3⁄4 » semblent disparaître dans un mur de briques pour ceux qui les observent en aval dans la file d'attente,. À Efteling, Spookslot, Droomvlucht, Fata Morgana utilisent la technique du fantôme de Pepper. Les contes Le Rossignol et l'Empereur de Chine, La petite table, l'âne et le bâton et Pinocchio font de même dans le Bois des Contes.
Lors des Grammy Awards 2006, Madonna effectue un « duo » avec les personnages du groupe Gorillaz, projetés sur scène en utilisant l'illusion de Pepper.
En 2012, au Coachella Valley Music and Arts Festival, c'est Snoop Dogg qui utilise cette illusion pour un duo avec le rappeur décédé Tupac.
Bruno Cohen, scénographe et réalisateur, réintroduit ces techniques en 1991 dans différents musées de France et à l'occasion de ses travaux d'artistes (camera virtuosa ZKM Karlsruhe, "mais l'ange" ou des-illusions, ars numerica)
En 2017 le spectacle "Hit Parade" mettait en scène des reproductions numériques d'artistes des années 70 en transparence accompagnés sur scène de danseurs réels.
Jean-Luc Mélenchon, le 5 février 2017 a, pour la première fois en France, donné un discours politique simultanément à Lyon et à Aubervilliers (Seine-Saint-Denis) grâce à cette technologie, abusivement nommée hologramme à l'occasion.
Pour des utilisations hors scénographie sur le même principe, on parle plus souvent de "vitrine virtuelle" ou simplement de "vitrine", mais la confusion avec les hologrammes est tout aussi fréquente. Ces appareils appartiennent à la famille des affichages transparents.